# Agazio di Somma
Agazio di Somma (Simeri, 1591 – Catanzaro, 1671) è stato un vescovo cattolico e letterato italiano.

## Biografia
Fece i primi studi nel Real Collegio di Catanzaro. Si laureò in utroque iure alla Sapienza di Roma. Fu assunto in qualità di segretario dal cardinale Scipione Cobelluzzi, segretario di papa Paolo V; in seguito fu al servizio anche del cardinale Luigi Capponi, arcivescovo di Ravenna. A Roma aveva fatto parte dell'Accademia degli Umoristi, entrando così in contatto con alcuni fra i più importanti letterati del suo tempo, quali Giambattista Marino, Antonio Bruni e Girolamo Preti.
Nel 1655, dopo l'elezione di Fabio Chigi, da lui conosciuto nell'ambito dell'Accademia degli Umoristi, Agazio di Somma venne nominato vicario generale apostolico di Catanzaro; nel 1659 fu nominato vescovo di Cariati e Cerenzia e infine nel 1664 vescovo di Catanzaro, sede che conservò fino alla morte.
Di Somma si dedicò anche alla letteratura; nel 1618 aveva inviato ad Alessandro Tassoni, per un giudizio, i primi due canti del suo poema sulla scoperta dell'America. Nella storia della letteratura il suo nome è tuttavia legato al suo giudizio entusiasta su L'Adone, poema che per Di Somma sarebbe stato superiore alla Gerusalemme liberata del Tasso. Di Somma attribuì questo giudizio anche a Girolamo Preti; quest'ultimo, come pure il Bruni, lo sconfessarono, provocando però il rammarico di Giambattista Marino.

## Opere
- Agazio di Somma, I due primi canti dell'America, Poema heroico, Roma : Bartolomeo Zannetti, 1624
- Agazio di Somma, Historico racconto de i terremoti della Calabria dall'anno 1638. fin'anno 1641. Composto dal sig. Agatio di Somma, Napoli, appresso Camillo Cauallo, 1641.
- Agazio di Somma, L'arte del viver felice, ovvero Le tre giornate di oro. Messina : Giacomo Mattei, 1649 (II ediz. Napoli : Gio. Alberto Tarini, 1654: ristampa anastatica 2012 del Comune di Simeri Crichi
- Agazio di Somma, La vie du pape Pie V, traduzione di André Félibien; Paris : J.B. Coignard, 1672 (on-line)
- Agazio di Somma, Dell'origine dell'anno santo. Pietro De Leo (a cura di). Collana Biblioteca di storia e cultura meridionale. Soveria Mannelli : Rubbettino Editore srl, 2000, ISBN 8849800568 ()
- Agazio di Somma, Compendium Concili Tridentini (manoscritto)
- Agazio di Somma, De Jurisditione Episcopi (manoscritto)

## Genealogia episcopale
La genealogia episcopale è:
- Cardinale Guillaume d'Estouteville, O.S.B.Clun.
- Papa Sisto IV
- Papa Giulio II
- Cardinale Raffaele Riario
- Papa Leone X
- Papa Paolo III
- Cardinale Francesco Pisani
- Cardinale Alfonso Gesualdo
- Papa Clemente VIII
- Cardinale Pietro Aldobrandini
- Cardinale Laudivio Zacchia
- Cardinale Antonio Barberini, O.F.M.Cap.
- Cardinale Marcantonio Franciotti
- Vescovo Agazio di Somma